# Verne Gagne
Verne Gagne (født d. 26. februar 1926 i Robbinsdale, Minnesota, USA, død 27. april 2015) var en amerikansk wrestler og promotor. Han var ejer af American Wrestling Association (AWA), der havde hovedsæde i Minneapolis, Minnesota. AWA var den altdominerende wrestlingorganisation i midtvesten i mange år. Den blev grundlagt i 1960, og Gagne var ejer, indtil AWA gik konkurs i 1990. 
Gagne var en 10-dobbelt verdensmester inden for wrestling, idet han vandt AWA World Heavyweight Championship 10 gange. Han havde rekorden for flest sammenhængende dage som verdensmester med 4.677 som indehaver af VM-titlen i AWA og er nummer tre efter Bruno Sammartino og Lou Thesz på listen over de længste perioder, en verdensmester har siddet på en VM-titel. I 2006 blev han optaget i WWE Hall of Fame. 

## Wrestlingkarriere

### Skolebrydning (1943-1948)
Verne Gagne voksede op på en gård i delstaten Minnesota. Han forlod sit hjem, da han var 14 år, efter at hans mor døde. I gymnasiet spillede han amerikansk fodbold, baseball og brydning. Her vandt han en række lokale og regionale mesterskaber. Da han kom på universitetet i Minnesota fortsatte han med både amerikansk fodbold og brydning med stor succes. Han var lige ved at deltage i De Olympiske Lege i 1948, men hans træner havde fundet ud af, at han havde tjent penge ved at kæmpe ved et karnival, og derfor kunne man stille spørgsmålstegn ved, om han var amatørbryder. 

### National Wrestling Alliance (1949-1960)
I 1949 besluttede Verne Gagne sig for at starte som professionel wrestler. Dengang var der ikke samme store forskel på brydning og wrestling, som der skulle blive i årtierne efter. Gagne startede karrieren i delstaten Texas, og han besejrede Abe Kashey i sin første kamp med den tidligere sværvægtsverdensmester i boksning Jack Dempsey som dommer. I november 1950 vandt han NWA Junior Heavyweight Championship i en titelturnering i National Wrestling Alliance (NWA), et organ inden for wrestling, der siden 1948 havde samlet langt de fleste amerikanske wrestlingorganisationer under ét for at kunne kåre én samlet verdensmester i wrestling. 
I september 1953 vandt Gagne Chicago-udgaven af NWA United States Championship, og Gagne blev en af de mest velkendte wrestlere i "den gyldne æra", fordi wrestling blev sendt i den bedste sendetid på tv til hele USA. I 1950'erne var Verne Gagne blandt de højeste betalte wrestlere i verden, og han tjente muligvis flere hundrede tusinde amerikanske dollars om året.
Verne Gagne og de, der støttede ham, så derfor gerne, at han blev NWA's verdensmester i 1950'erne, men han fik aldrig lov til at vinde NWA World Heavyweight Championship på grund af politiske stridigheder og uenigheder blandt ledelsen i National Wrestling Alliance. I slutningen af 1950'erne blev Gagne dog anerkendt som verdensmester i nogle enkelte territorier i NWA efter nogle kontroversille hændelser i organisationen:
I juni 1957 lykkedes det nemlig Edouard Carpentier at besejre den regerende verdensmester Lou Thesz i Chicago. NWA overrulede dog kampens afgørelse og gav VM-titlen tilbage til Thesz. Nogle enkelte NWA-territorier, heriblandt Nebraska, valgte dog ikke at anerkende NWA-ledelsens beslutning og fortsatte med at anerkende Carpentier som verdensmester. I august 1958 tabte Carpentier de bestridte VM-titel til Verne Gagne, og derfor anerkendte nogle enkelte NWA-territorier også Gagne som verdensmester. Verne Gagne holdt den bestridte VM-titel indtil 1960, hvor man endelig havde fået nok af de politiske uenigheder i NWA og som konsekvens brød fri fra NWA og dannede American Wrestling Association (AWA). 

### American Wrestling Association (1960-1991)
I 1960 lavede Verne Gagne sin egen wrestlingorganisation, American Wrestling Association (AWA), og han blev med det samme organisationens største stjerne. Samme år vandt han AWA's VM-titel, AWA World Heavyweight Championship. Wrestlingbranchen havde nu igen mere end en VM-titel, og NWA's forsøg på at få alle wrestlingorganisationer til at anerkende én verdensmester var mislykkedes. Nogle år senere brød også World Wide Wrestling Federation (WWWF) fri fra NWA. Der skulle gå mere end 50 år, inden World Wrestling Federation (WWF) kunne kåre en ubestridt verdensmester inden for wrestling igen i 2001. 
Verne Gagne vandt AWA's VM-titel, efter den regerende verdensmester Pat O'Connor nægtede at forsvare sin VM-titel mod Gagne. O'Connor var den regerende NWA-verdensmester og havde fået tildelt AWA's nye VM-titel af Gagne og AWA. O'Connor og NWA nægtede dog at anerkende AWA-titlen. AWA meddelte, at O'Connor havde 90 dage til at forsvare AWA-titlen, ellers ville Gagne blive kåret som den nye verdensmester i AWA. 
I løbet af sin mangeårige karriere i AWA lykkedes det Verne Gagne at vinde VM-titlen 10 gange. Han havde en af de længste perioder som verdensmester, da han holdt VM-titlen fra august 1968 til november 1975, altså i mere end syv år. Derefter tabte han VM-titlen til Nick Bockwinkel. Det er den tredjelængste periode i wrestling nogensinde. 
Nogle af de vigtigste fejder, som Verne Gagne var en del af, var imod wrestlere som Gene Kiniski, Dr. Bill Miller, Fritz Von Erich, Dr. X , The Crusher, Ray Stevens, Mad Dog Vachon, Larry Hennig og Nick Bockwinkel. Gagne wrestlede altid som face-wrestler (dvs. fanfavoritten) og brugte sit velkendte sleeper hold til at afgøre sine kampe. Verne Gagne indstillede karrieren i starten af 1980'erne. 
Foruden at være organisationens topstjerne fungerede Verne Gagne også som AWA's promotor. Han var kendt for at lave et show på den gammeldags måde. Det vil sige, at det primært var wrestlere med gode tekniske evner, der fik lov til at nå til tops i organisationen, eksempelvis ham selv eller Nick Bockwinkel. I 1980'erne betød det også, at store, muskuløse wrestlere ofte blev tilsidesat for mindre wrestlere med en baggrund inden for amatørbrydning. 
Det blev dog et problem for Gagne og AWA, da organisationens største stjerne i starten af 1980'erne, Hulk Hogan, forsøgte at nå til tops og blive verdensmester. Hogan var blev fyret af Vince McMahon Sr., ejeren af World Wrestling Federation (WWF), fordi han havde takket ja til en rolle i Sylvester Stallone-filmen Rocky III. På grund af filmrollen var Hulk Hogan gået hen og blevet kendt verden over. Eftersom Hogan ikke var en særlig tekniske dygtig wrestler, ville Gagne ikke gøre ham til verdensmester i AWA. I stedet for måtte Hogan nøjes med blot at udfordre den regerende verdensmester Nick Bockwinkel, dog uden at vinde VM-titlen.  
I 1983 blev Hulk Hogan og Verne Gagne dog enige om, at han kunne vinde VM-titlen fra Nick Bockwinkel. Gagne forlangte dog, at han skulle modtage en stor procentdel af de penge, som Hogan tjente, når han wrestlede i Japan. Hogan nægtede, og i stedet for skrev han kontrakt med Vince McMahon, Jr., den nye ejer af World Wrestling Federation (WWF) og søn af Vince McMahon, Sr., der havde fyret Hogan nogle år tidligere. I WWF vandt Hogan WWF's VM-titel i 1984 og var med til at bringe wrestling ind i mainstream-kulturen for første gang siden 1950'erne. 
En del af Vince McMahons succes med WWF var, at han opkøbte en lang række af de mindre wrestlingorganisationer og samlede deres wrestlere under ét, og han promoverede nationalt frem for på regionalt basis, som det ellers altid havde været gjort i wrestlingbranchen. WWF var derfor i stand til at lokke mange af wrestlingbranchens største stjerner til WWF, og det gik ud over AWA, der i starten af 1980'erne mistede mange wrestlere til WWF, heriblandt Hulk Hogan. I midten af 1980'erne havde AWA mistede alle sine store stjerner, og i 1991 blev organisationen nødt til at lukke, fordi Verne Gagne var gået fallit efter 30 år som promoter. 

### Hall of Fame (2006)
I april 2006 blev Verne Gagne optaget i WWE Hall of Fame introduceret af sin søn, Greg Gagne. Verne Gagne er en af de få wrestlere, der er at finde i WWE Hall of Fame, WCW Hall of Fame, Pro Wrestling Hall of Fame og Wrestling Observer Hall of Fame.

## VM-titler
Verne Gagne var 10-dobbelt verdensmester. Han vandt VM-titlen alle 10 gange i American Wrestling Association.
| Nr. | VM-titel                           | Modstander      | Org. | Dato              | Show     | Dage  | Efterfølger     |
| --- | ---------------------------------- | --------------- | ---- | ----------------- | -------- | ----- | --------------- |
| 1   | AWA World Heavyweight Championship | Pat O'Connor    | AWA  | 16. august 1960   | Liveshow | 329   | Gene Kiniski    |
| 2   | AWA World Heavyweight Championship | Gene Kiniski    | AWA  | 11. juli 1961     | Liveshow | 154   | Mr. M           |
| 3   | AWA World Heavyweight Championship | Mr. M           | AWA  | 21. august 1962   | Liveshow | 322   | The Crusher     |
| 4   | AWA World Heavyweight Championship | The Crusher     | AWA  | 9. juli 1963      | Liveshow | 7     | Fritz Von Erich |
| 5   | AWA World Heavyweight Championship | Fritz Von Erich | AWA  | 8. august 1963    | Liveshow | 100   | The Crusher     |
| 6   | AWA World Heavyweight Championship | The Crusher     | AWA  | 14. december 1963 | Liveshow | 140   | Mad Dog Vachon  |
| 7   | AWA World Heavyweight Championship | Mad Dog Vachon  | AWA  | 16. maj 1964      | Liveshow | 157   | Mad Dog Vachon  |
| 8   | AWA World Heavyweight Championship | Mad Dog Vachon  | AWA  | 26. februar 1967  | Liveshow | 538   | Dr. X           |
| 9   | AWA World Heavyweight Championship | Dr. X           | AWA  | 31. august 1968   | Liveshow | 2.625 | Nick Bockwinkel |
| 10  | AWA World Heavyweight Championship | Nick Bockwinkel | AWA  | 18. juli 1980     | Liveshow | 305   | Ledig           |